# Толстой, Фёдор Иванович
Граф Фёдор Ива́нович Толсто́й (также известный под прозвищем Американец; 6 [17] февраля 1782, Москва — 24 декабря [5 января] 1846, там же) — русский авантюрист и путешественник, полковник (1813). Один из самых неоднозначных представителей русской аристократии первой половины XIX века.
Происходил из графской ветви рода Толстых. Отличался необыкновенным темпераментом, прославился картёжным азартом, пристрастием к дуэлям (бретёрством) и путешествием в Америку (откуда и прозвище). Был знаком со многими знаменитыми авторами своей эпохи и послужил некоторым из них прототипом для персонажей их произведений.

## Биография

### Детство и юность
Был одним из восьми детей графа Ивана Андреевича Толстого (1748—1818) и его жены Анны Фёдоровны (1761—1834), происходившей из рода Майковых. Долгое время считалось, что местом рождения Фёдора Толстого была усадьба его матери в сельце Никольском в Кологривском уезде Костромской губернии. Однако директор Центрального государственного исторического архива Е. Г. Болдина обнаружила в фондах архива справку из Московской духовной консистории, в которой указано, что граф родился в Москве. Дата рождения его — 6 (17) февраля 1782 года.
Дети Ивана Андреевича Толстого:

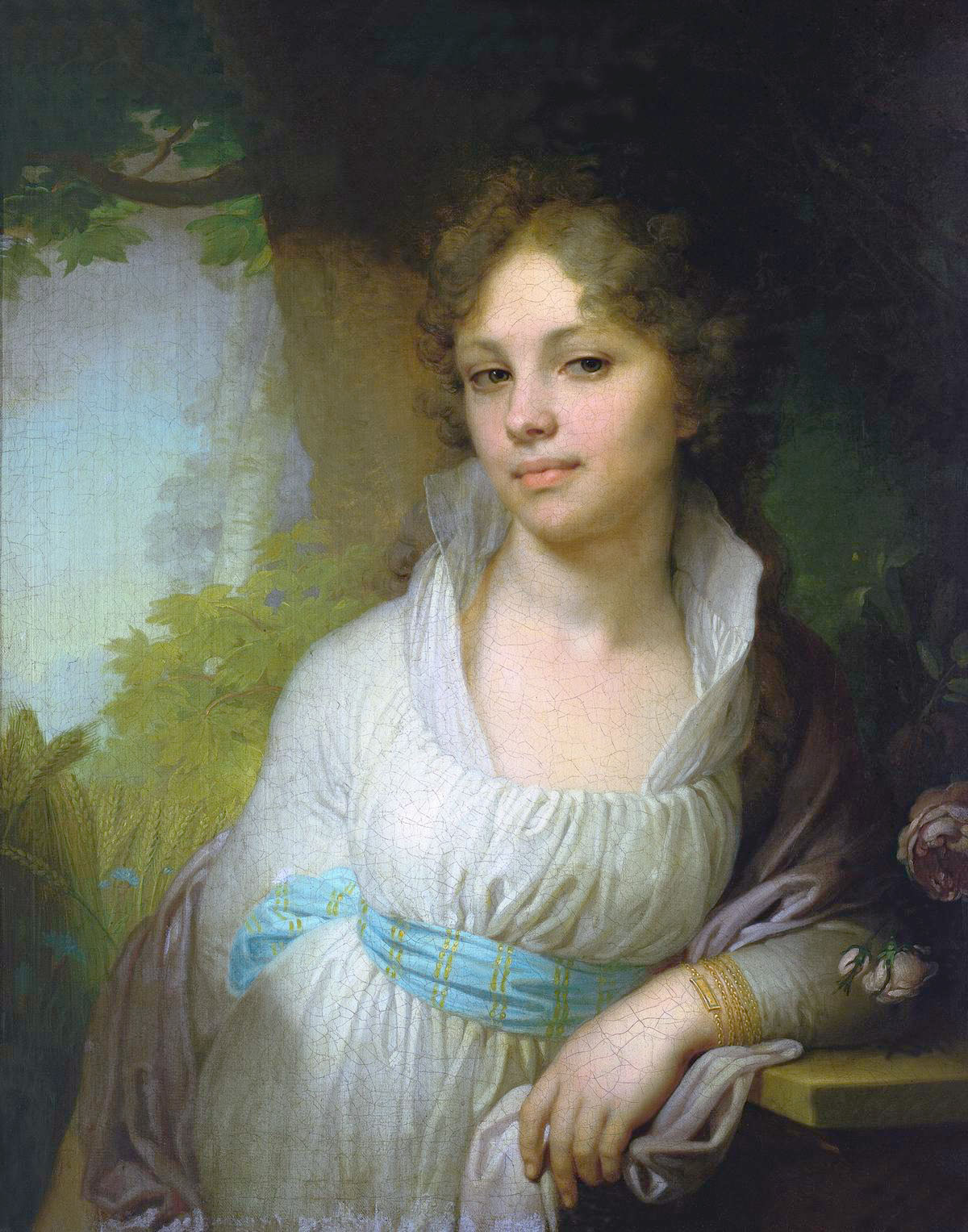
Портрет М. И. Лопухиной, сестры Толстого, кисти Боровиковского

1. Мария (1779—1803), замужем за Степаном Авраамовичем Лопухиным, см. Портрет М. И. Лопухиной.
2. Вера (1783—1879), выпускница Смольного института 1806 года, замужем за капитаном кавалерии Семёном Антоновичем Хлюстиным. Дети: дочь — Анастасия Семёновна (1808—1863), графиня де Сиркур; сын — Семён Семёнович (1810—1844), поручик, знакомый Гончаровых и Пушкина.
3. Анна, придворная фрейлина.
4. Александра, замужем за фон Моллером
5. Екатерина, замужем за капитаном гвардии Чупинским. Выпуск Смольного 1806 года.
6. Фёдор (1782—1846).
7. Пётр (1785—1834).
8. Януарий (1792—1835).

Род Толстых был в те времена, несмотря на знатность, относительно беден, после того как в XVIII веке некоторые из его представителей были вовлечены в конфликт с властью и сосланы или лишены имущества. Чтобы обеспечить своим сыновьям достойную карьеру, в роду Толстых было принято отдавать их на обучение в военное училище. Таким образом, Фёдор Толстой, как и оба его брата, получил среднее образование в Морском кадетском корпусе в Санкт-Петербурге (в период его обучения корпус размещался в Кронштадте).

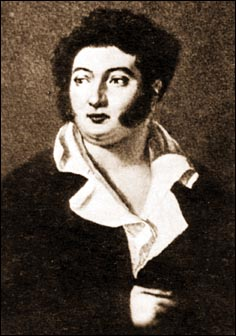
Толстой в молодости

Уже в детстве Толстой обладал, по воспоминаниям современников, незаурядной физической силой, выносливостью и ловкостью, что создавало хорошие предпосылки для успешной военной карьеры. В то же время, он уже тогда обладал непредсказуемым, даже жестоким характером. В кадетском корпусе он в совершенстве освоил стрельбу и фехтование, что сделало его крайне опасным противником на дуэлях. По окончании школы Толстой поступил на службу не во флот, а в декабре 1797 года в чине портупей-прапорщика — в элитный Преображенский полк, возможно, благодаря содействию влиятельных родственников. За какую-то провинность 5 марта 1799 года Толстого выписали в гарнизонный полк Петропавловской крепости, однако вскоре он был возвращён в гвардию, а 27 сентября того же года произведён в подпоручики.
Его тогдашние сослуживцы, среди прочих — известный позже литературный критик Фаддей Булгарин, описывали Толстого как отличного стрелка и храброго бойца. По их воспоминаниям, он был темпераментной, страстной личностью, при этом очень хладнокровно и решительно действовал в боях. Его «дикий» характер, а также увлечение женщинами и карточными играми, неоднократно давали повод для ссор с товарищами и вышестоящими офицерами, которые нередко заканчивались нарушениями дисциплины. Кроме того, Толстой был очень злопамятен и мстителен по отношению к тем, кому случалось его разозлить.
В России в первой половине XIX века среди офицеров чрезмерная храбрость и намеренный поиск опасных приключений были распространены и даже поощрялись — не только на фронте, но и в повседневной жизни. Как следствие, дуэли в этот период сохраняли популярность и устраивались зачастую при малейших ссорах. Это общественное явление, а также индивидуальные черты характера Толстого, были, вероятно, причиной его увлечения поединками. В 1799 году в возрасте 17 лет он в первый раз дрался на дуэли с офицером, отчитавшим его за нарушение дисциплины. Подробности дуэли неизвестны, отсутствуют достоверные сведения и о наказании за неё Толстого, однако в некоторых воспоминаниях значится, что он якобы был разжалован в солдаты. Впрочем, эти данные противоречат другим.

### Кругосветное путешествие
В 1803 году отправился в кругосветное плавание в качестве члена команды шлюпа «Надежда» капитана Крузенштерна. Это было первое кругосветное плавание корабля под российским флагом. Каким образом Толстой, не служивший на флоте, попал на корабль, неизвестно. Марья Каменская, дочь его двоюродного брата, впоследствии известного художника и скульптора Фёдора Петровича Толстого, пишет в своих воспоминаниях, что Толстой таким образом ловко избежал очередного наказания в Преображенском полку. По её словам, он выдал себя за своего двоюродного брата-тёзку, который числился в составе экипажа, но не желал плыть, так как страдал морской болезнью.
Шлюпы «Надежда» и «Нева» отплыли в августе 1803 года из Кронштадта. Кроме исследовательских целей, экспедиция должна была также помочь установлению дипломатических и экономических связей России с Японией, для чего в состав команды входила большая дипломатическая делегация во главе с Николаем Резановым. Курс «Надежды» проходил через Балтийское море и Атлантический океан, мимо Канарских островов и Бразилии, после чего корабль обогнул мыс Горн и пошёл по Тихому океану в сторону Японии, делая остановки на Маркизских и Гавайских островах. После чего «Надежда» посетила Японию и Камчатку, а «Нева» взяла курс на остров Ситка. Затем встретившись в Макао, корабли через Индийский, а затем Атлантический океан и Балтийское море вернулись в Кронштадт. В итоге, плавание продолжалось около трёх лет, с 7 августа 1803 года по 5 августа («Нева») и 19 августа («Надежда») 1806 года.

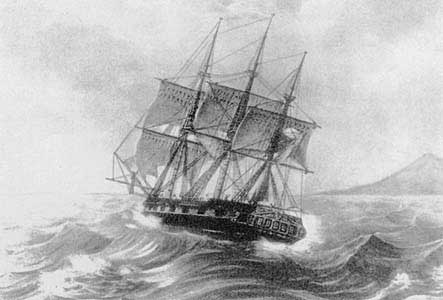
Шлюп «Надежда»

На борту поведение Толстого, не обременённого служебными обязанностями, было также весьма непредсказуемым. Он часто провоцировал ссоры с другими членами команды, в том числе с самим капитаном. Помимо этого Толстой позволял себе злые шутки в адрес нелюбимых им членов команды: так, однажды он напоил сопровождавшего «Неву» священника, и когда тот лежал мертвецки пьяный на палубе, приклеил его бороду к доскам палубы сургучом, запечатав казённой печатью. В итоге бороду пришлось отрезать, чтобы пришедший в себя священник смог освободиться — Толстой напугал его, что печать ломать нельзя. В другой раз Толстой в отсутствие Крузенштерна прокрался в его каюту с любимцем команды, ручным орангутаном, которого Толстой купил во время одной из остановок на островах в Тихом океане. Там он достал тетради с записями Крузенштерна, положил сверху лист чистой бумаги и стал показывать обезьяне, как заливать чернилами бумагу. Затем он оставил орангутана в каюте одного, а тот стал подражать Толстому на тетрадях капитана. Когда Крузенштерн вернулся, все его записи оказались уже уничтожены. Однако современными исследователями установлено, что в журнале И. Ф. Крузенштерна, который хранится в петербургском архиве, залито чернилами всего семь листов; по всем признакам, это случилось 24 марта 1804 года. Сам И. Ф. Крузенштерн, среди прочего, писал: «С 24 по 31 марта продолжалась беспрестанно бурная погода с таким свирепым волнением, что корабль наш от сильной качки терпел много». Значит, чернильница попросту опрокинулась из-за шторма. Эта история — один из анекдотов о жизни Толстого, которые сам он любил и активно поддерживал.
Подобное поведение неоднократно оборачивалось для Толстого заключением под арест. В конце концов, Крузенштерн потерял терпение и высадил нелюбимого пассажира во время остановки «Надежды» на Камчатке. Дальнейшие подробности путешествия Толстого известны лишь с его собственных, не всегда правдоподобных рассказов. С Камчатки Толстой добрался до одного из Алеутских островов или же на остров Ситка, где провёл несколько месяцев среди аборигенов Аляски — племени тлинкит. Возможно, что он попал с Камчатки на Ситку на корабле «Нева», после того как был высажен с «Надежды». Во время пребывания Толстого на Ситке, а по другим данным — ещё в дни остановки «Надежды» на Маркизах, его тело украсили многочисленными татуировками, которые он позже с гордостью демонстрировал любопытствующим. Упомянутый орангутан, которого вместе с Толстым высадили на сушу и дальнейшая судьба которого была неизвестна, дал впоследствии повод многочисленным сплетням в дворянских кругах. Согласно одним из них, Толстой во время своего пребывания на Камчатке с обезьяной сожительствовал, а согласно другим — съел её. Судьба обезьяны прояснилась после публикации полного текста лейтенанта Е. Е. фон Левенштерна, находившегося в плавании на корабле «Надежда». Оказывается, всеобщий интерес команды «Надежды» к обезьяне быстро угас, и та, сорвавшись с веревки, бродила по кораблю «бесхозной». Однажды она укусила Толстого, который хотел привязать её на веревку, и тогда он так кинул её на палубу, что она сильно ударилась, и графу пришлось убить издыхающую обезьяну. То есть до высадки на сушу обезьяна не дожила.
Как бы то ни было, возвращение Толстого в европейскую Россию через Дальний Восток, Сибирь, Урал и Поволжье, вероятно, было полно приключений, подробности которых знал лишь один Толстой. По его рассказам, его подобрало у Аляски торговое судно и доставило в Петропавловск, из которого Толстой добирался до Петербурга по суше на телегах, санях, а отчасти и пешком. Одно из немногих письменных свидетельств этой одиссеи находится в «Записках» бытописца Вигеля, вышедших в свет в 1892 году. Вигель, путешествовавший в начале XIX века по России в целях изучения российского быта, встретил Толстого в Удмуртии и описал этот эпизод следующим образом:

На одной из станций мы с удивлением увидели вошедшего к нам офицера в Преображенском мундире. Это был граф Ф. И. Толстой. […] Он делал путешествие вокруг света с Крузенштерном и Резановым, со всеми перессорился, всех перессорил и как опасный человек был высажен на берег в Камчатке и сухим путём возвращался в Петербург. Чего про него не рассказывали…

Путешествие Толстого завершилось его прибытием в Петербург в начале августа 1805 года. Благодаря этим авантюрам, о которых впоследствии много ходило сплетен в высшем свете, граф приобрёл почти легендарную известность, а также пожизненное прозвище «Американец», намекающее на его пребывание в Русской Америке.

### Участие в войнах
Сразу по прибытии Толстого в Петербург его ожидали новые неприятности: прямо у городской заставы он был арестован и отправлен в гауптвахту. Кроме того, специальным указом Александра I ему был запрещён въезд в столицу.
Скандальное прошлое Толстого мешало и его военной карьере. Из элитного Преображенского полка он был отправлен на службу в малоизвестную крепость Нейшлот, где прослужил с 1805 по 1808 год. Об этом тягостном для Толстого периоде Филипп Вигель писал:

Когда он возвращался из путешествия вокруг света, он был остановлен у Петербургской заставы, потом провезен только через столицу и отправлен в Нейшлотскую крепость. Приказом того же дня переведен из Преображенского полка в тамошний гарнизон тем же чином (поручиком). Наказание жестокое для храбреца, который никогда не видал сражений, и в то самое время, когда от Востока до Запада во всей Европе загорелась война.

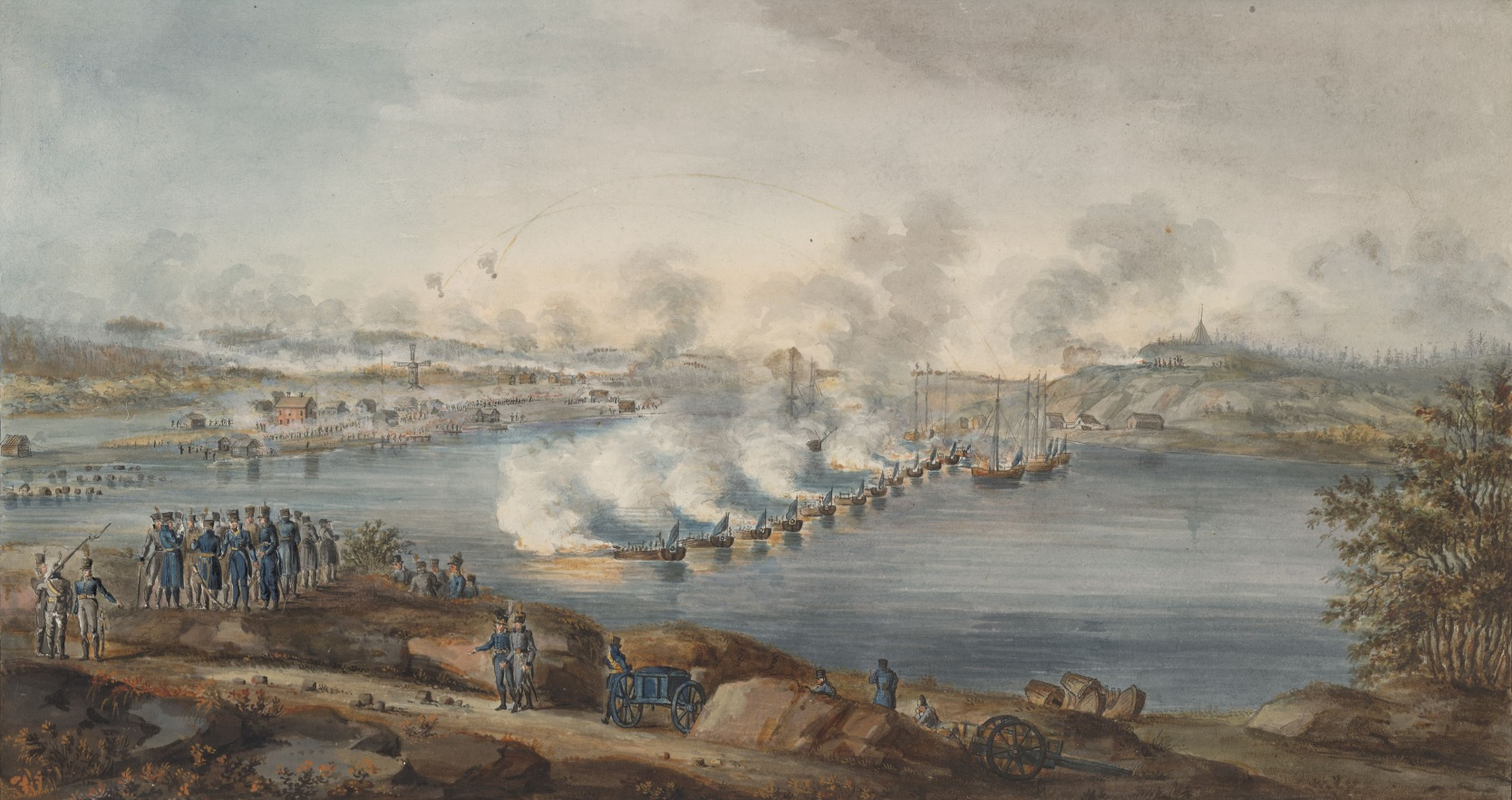
Битва в Ратане вблизи Умео

Лишь дружба Толстого с князем Михаилом Долгоруковым помогла графу в конце концов устроиться к нему адъютантом во время как раз начавшейся русско-шведской войны. Долгоруков, по воспоминаниям И. П. Липранди, обращался с Толстым приятельски, называл его «дядей Федей», слушал бесконечные рассказы и приберегал для самых отчаянных военных операций. Толстой оказался в своей стихии: он активно участвовал в боях, в том числе в битве под Иденсальми, в которой Долгоруков погиб от прямого попадания ядра, будучи в нескольких шагах от Толстого. Несколько позже Толстой, рискуя жизнью, возглавил разведывательный отряд при операции на берегу Ботнического залива, благодаря чему корпусу под предводительством Барклая-де-Толли удалось без потерь перейти по льду пролив Кваркен и занять город Умео. Эти подвиги, способствовавшие быстрой победе России, реабилитировали Толстого в глазах начальства, и с 31 октября 1808 года ему было разрешено вновь служить в Преображенском полку в чине поручика, а 11 августа 1809 года он был произведён в чин штабс-капитана.
Однако уже несколько месяцев спустя, в октябре 1809 года, Толстой, будучи на службе в занятом русскими войсками Або, вновь дрался сразу на двух дуэлях. В первой из них он смертельно ранил сослуживца, капитана Брунова, которого сам же спровоцировал путём распространения грязных сплетен о его сестре. Через несколько дней последовал поединок с молодым прапорщиком Александром Нарышкиным, который утверждал, что Толстой обманул его в карточной игре. По другим сведениям, Толстой подозревал, что Нарышкин был одним из тех, кто передал отзыв графа о сестре Брунова последнему. Во время игры в бостон, передавая Нарышкину туза, Толстой сострил: «Тебя бы оттузить». Нарышкин вызвал графа на дуэль. Несмотря на то, что Толстой стремился к примирению, дуэль состоялась, и Нарышкин был смертельно ранен в пах. За это Толстой был на несколько месяцев заключён в гауптвахту в Выборгской крепости, а 2 октября 1811 года уволен из армии в чине рядового и сослан в Калугу, где жил в своём имении.
Менее чем через год Толстой снова пошёл на войну, на этот раз добровольцем на оборону Москвы во время Отечественной войны 1812 года и был зачислен в 42-й егерский полк, а затем в чине подполковника в 8-й пеший казачий полк. Участвуя в составе Ладожского пехотного полка в Бородинском сражении, он был тяжело ранен в ногу. По рекомендации Раевского, который в письме Кутузову отметил мужество Толстого, тот получил Орден св. Георгия 4-й степени (5 февраля 1815 года). Кроме того, Толстой был снова реабилитирован и в марте 1813 года получил чин полковника. По окончании войны он окончательно уволился из армии и поселился в Москве.

Тут надел он солдатскую шинель, ходил с рядовыми на бой с неприятелем, отличился и получил Георгиевский крест 4-й степени (П. А. Вяземский).

### Жизнь в Москве
С 1812 года и до смерти Толстой большую часть времени жил в Москве в своём доме в переулке Сивцев Вражек. Его пресловутое, почти героическое прошлое делало его известной фигурой в кругах московской аристократии, что самому Толстому явно нравилось. Он регулярно принимал участие в дворянских собраниях и балах, а также сам организовывал торжественные приёмы, причём слыл утончённым гастрономом. Благодаря своей образованности, приобретённой в военном училище, он легко общался с представителями творческой интеллигенции, а со многими из них и дружил. В числе его знакомых были писатели и поэты Баратынский, Жуковский, Грибоедов, Батюшков, Вяземский, Денис Давыдов, позднее также Гоголь и Пушкин.

#### Карточные игры и дуэли
Умён он был, как демон, и удивительно красноречив. Он любил софизмы и парадоксы, и с ним трудно было спорить. Впрочем, он был, как говорится, добрый малый, для друга готов был на всё, охотно помогал приятелям, но и друзьям, и приятелям не советовал играть с ним в карты, говоря откровенно, что в игре, как в сраженье, он не знает ни друга, ни брата, и кто хочет перевести его деньги в свой карман, у того и он имеет право выигрывать.
— Фаддей Булгарин
Толстой очень любил играть в карты и особенно прославился этим в годы своей жизни в Москве. При этом он сам не скрывал, что его игра не всегда была честна. По воспоминаниям современников, Толстой не любил в игре полагаться на фортуну, а предпочитал путём шулерства «играть наверняка», так как «только дураки играют на счастье», как он сам любил говорить. В результате Толстой часто выигрывал крупные суммы денег, которые он, как правило, весьма быстро и легкомысленно тратил на светскую жизнь. Иногда Толстой сам становился жертвой шулеров и оказывался в крупном проигрыше.
Но особенно известно было участие Толстого в многочисленных дуэлях, поводов к которым оказывалось, как правило, достаточно в карточных играх. Неизвестно, сколько раз в своей жизни Толстой дрался на дуэлях, однако, по некоторым данным, он убил на них в общей сложности одиннадцать человек. Очевидно, что дуэли были для Толстого не только способом отстаивания своей чести, как это в те времена было принято в офицерских кругах России, но и обычным времяпрепровождением. Однажды Толстой должен был выступать в качестве секунданта одного из своих близких друзей. Но опасаясь за его жизнь, Толстой решил предотвратить худшее своеобразным способом: до того, как дуэль состоялась, он сам вызвал противника своего приятеля на дуэль и убил его. Этот случай впоследствии рассказывал Лев Толстой, двоюродный племянник Фёдора Толстого, с которым он был в годы своего детства лично знаком.

#### Личная жизнь

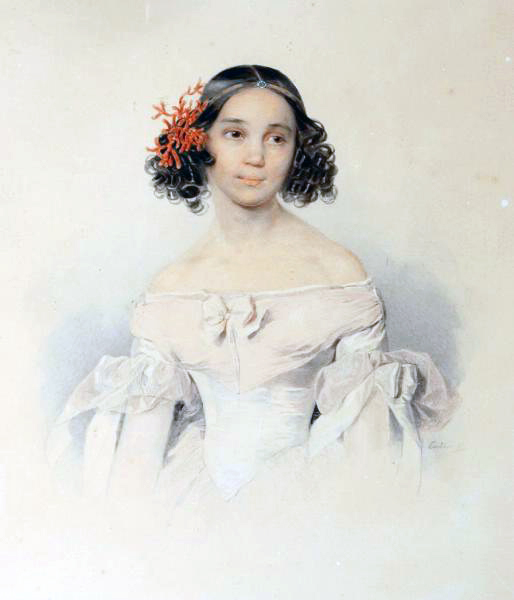
Дочь Толстого, Сарра. Акварель П. Ф. Соколова

В первые годы жизни в Москве Толстой своими любовными похождениями поставлял большое количество материала для всевозможных слухов и сплетен в обществе. Лишь 10 января 1821 года он женился на цыганской плясунье Авдотье Максимовне Тугаевой (1796—1861), с которой до этого жил на протяжении нескольких лет. О том, почему они поженились и почему так поздно, Марья Каменская в своих «Воспоминаниях» пишет:

Раз, проиграв большую сумму в Английском клубе, он должен был быть выставлен на чёрную доску за неплатёж проигрыша в срок. Он не хотел пережить этого позора и решил застрелиться. Его цыганка, видя его возбуждённое состояние, стала его выспрашивать.
— Что ты лезешь ко мне, — говорил Ф. И., — чем ты мне можешь помочь? Выставят меня на чёрную доску, и я этого не переживу. Убирайся.
Авдотья Максимовна не отстала от него, узнала, сколько ему нужно было денег, и на другое утро привезла ему потребную сумму.
— Откуда у тебя деньги? — удивился Фёдор Иванович.
— От тебя же. Мало ты мне дарил. Я все прятала. Теперь возьми их, они — твои.
Ф. И. расчувствовался и обвенчался на своей цыганке.

Однако существует и другая, менее поэтичная версия причин женитьбы. В 1819 году умерли три дочери Толстого: Анна (1817—30.09.1819) и близнецы Надежда (20.05.1819—20.06.1819) и Любовь (20.05.1819—02.06.1819). Узнав в начале 1820 года, что Авдотья снова беременна, Толстой принял решение на ней жениться, что и было выполнено после рождения дочери Сарры.
Этот брак продержался до самой смерти Толстого. Тугаева за это время родила двенадцать детей, однако зрелого возраста достигла лишь дочь Прасковья Фёдоровна, которая стала супругой московского губернатора В. С. Перфильева и дожила до 1887 года. Старшая дочь Толстого и Тугаевой Сарра, обладавшая поэтическим даром, но очень болезненная и психически неуравновешенная, умерла в 17 лет от чахотки. Все остальные дети родились мёртвыми или умерли в младенческом возрасте. Пушкин писал в 1836 году:

Видел я свата нашего Толстого. Дочь у него так же почти сумасшедшая, живёт в мечтательном мире, окружённая видениями, переводит с греческого Анакреона и лечится омеопатически.

#### Отношения с Пушкиным
Один из самых известных эпизодов московского периода жизни графа Толстого — его не всегда дружеские отношения с поэтом Александром Пушкиным. Молодой, недавно вышедший из Лицея Пушкин и Толстой впервые встретились осенью 1819 года. На «чердаке» у приятеля Американца, драматурга князя А. А. Шаховского (на Малой Морской), они сели за карты, и поэт понял, что противник «передергивает». Пушкин высказался по этому поводу. «Да я сам это знаю, — ответил Толстой, — но не люблю, чтобы мне это замечали».

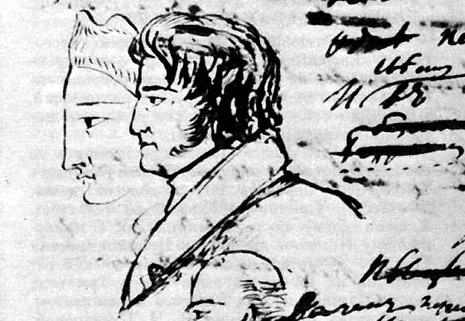
Фёдор Толстой. Рисунок Пушкина

Ссора между ними началась после того, как Пушкин в 1820 году за свои стихи впал в немилость и был сослан в Екатеринослав, затем на Кавказ, в Крым и в Бессарабию. В это время Толстой — неизвестно, намеренно или нет — распространил в Москве слух, будто Пушкина перед отправлением в ссылку выпороли в охранном отделении. Узнав об этой ложной и вдобавок оскорбительной для чести сплетне, Пушкин поклялся вызвать обидчика на дуэль сразу же по возвращении из ссылки. Кроме того, поэт ответил Толстому эпиграммой («В жизни мрачной и презренной…») и резкими стихами в послании «Чаадаеву»:
Или философа, который в прежни лета

Развратом изумил четыре части света,

Но, просветив себя, загладил свой позор:

Отвыкнул от вина и стал картёжный вор?
Когда при публикации «Чаадаеву» в редакции слова «или философа» заменили на «глупца-философа», Пушкин очень возражал: «Там напечатано глупца философа; зачем глупца? стихи относятся к Американцу Толстому, который вовсе не глупец».
В жизни мрачной и презренной

Был он долго погружен,

Долго все концы вселенной

Осквернял развратом он.

Но, исправясь понемногу,

Он загладил свой позор,

И теперь он — слава богу —

Только что картёжный вор.— А. С. Пушкин. «Эпиграмма (на гр. Ф. И. Толстого)
В ссылке Пушкин долгое время тщательно готовился к дуэли, регулярно упражняясь в стрельбе. 8 сентября 1826 года, почти сразу после возвращения в Москву, он велел передать Толстому вызов. Дуэли помешало тогда лишь случайное отсутствие Толстого в Москве.
Позднее известному библиографу и другу Пушкина Сергею Соболевскому удалось примирить Пушкина с Толстым. Возможно, что Толстой, обычно мстительный, в этот раз был и сам заинтересован в примирении, так как знал, что убийство Пушкина наверняка разорвёт его отношения со многими известными поэтами, дружбой которых он дорожил.
В течение следующих лет Толстой и Пушкин даже подружились. Так, в 1829 году Пушкин поручил Толстому передать письмо его знакомой и своей будущей тёще, Наталье Ивановне Гончаровой, в котором он в первый раз просил руки её 17-летней дочери Натальи. Хотя Гончарова-старшая не смогла дать на это письмо определённого ответа, Пушкин впоследствии добился своего, и в 1831 году он и Наталья обвенчались.

#### Последние годы

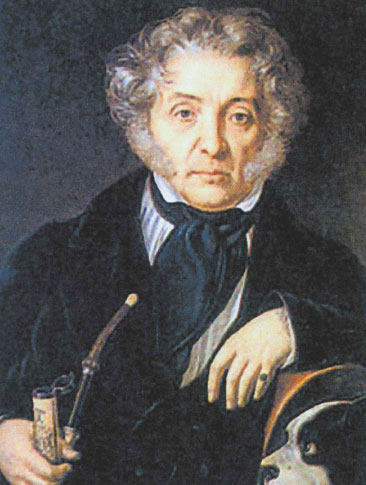
Фёдор Толстой в преклонных годах. Художник Филипп Рейхель, 1846 г.

Толстой очень тяжело переживал смерть своих детей, особенно семнадцатилетней дочери Сарры. Некоторые друзья Толстого рассказывали впоследствии, что он к концу жизни стал человеком набожным и считал смерть одиннадцати своих детей Божьей карой за смерть одиннадцати человек, убитых им на дуэлях.

Убитых им на дуэлях он насчитывал одиннадцать человек. Он аккуратно записывал имена убитых в свой синодик. У него было 12 человек детей, которые все умерли в младенчестве, кроме двух дочерей. По мере того, как умирали дети, он вычеркивал из своего синодика по одному имени из убитых им людей и ставил сбоку слово «квит». Когда же у него умер одиннадцатый ребёнок, прелестная умная девочка, он вычеркнул последнее имя убитого им и сказал: «Ну, слава Богу, хоть мой курчавый цыганёночек будет жив».

В это время Толстой больше не дрался на дуэлях и в карты играл лишь изредка. Вместо этого он всё чаще молился, пытаясь искупить грехи молодости. Иногда он ездил за границу на воды и побывал в нескольких европейских странах.
Одним из наиболее известных знакомых Толстого в эти годы был Александр Герцен, который десятилетием позже упомянул его в своей книге «Былое и думы». Там он пишет, между прочим, следующее:

Я лично знал Толстого и именно в ту эпоху (в 1838 году), когда он лишился своей дочери Сарры, необыкновенной девушки, с высоким поэтическим даром. Один взгляд на наружность старика, на его лоб, покрытый седыми кудрями, на его сверкающие глаза и атлетическое тело, показывал, сколько энергии и силы было ему дано от природы. Он развил одни только буйные страсти, одни дурные наклонности, и это не удивительно; всему порочному позволяют у нас развиваться долгое время беспрепятственно, а за страсти человеческие посылают в гарнизон или в Сибирь при первом шаге…

24 декабря 1846 (5 января 1847) года Ф. И. Толстой после непродолжительной болезни скончался в своём московском доме в присутствии единственной пережившей его дочери Прасковьи и близкой ему Прасковьи Васильевны Толстой, вдовы его родного дяди графа Андрея Андреевича Толстого. По воспоминаниям близких, перед смертью он велел позвать к себе священника и исповедовался ему в течение нескольких часов. Похоронен Толстой на Ваганьковском кладбище, где его могила до сих пор сохранилась и является объектом культурного наследия регионального значения. В Московском некрополе указано, что скончался он «в 11 часов утра, на 63 г.»

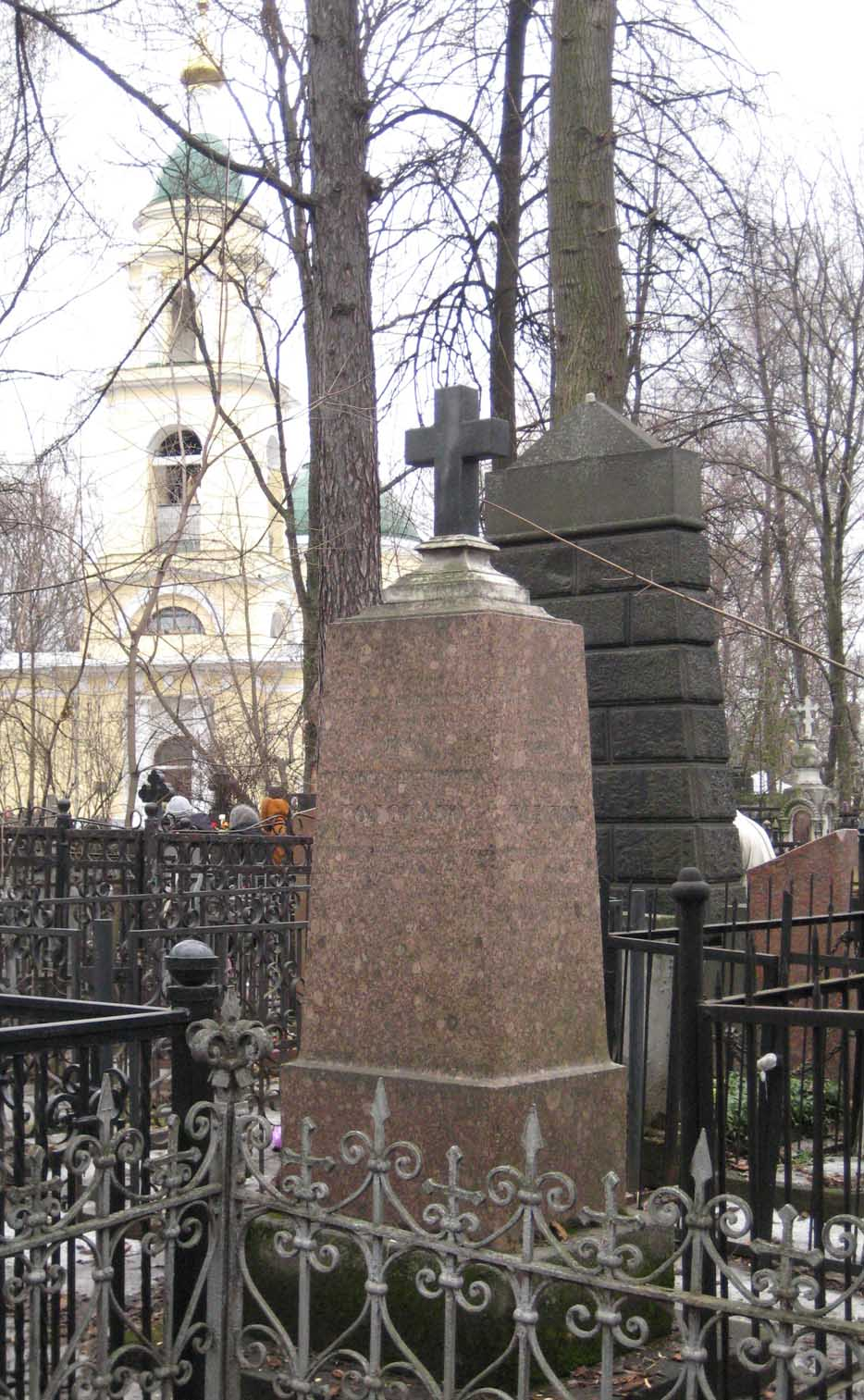
Могила Толстого на Ваганьковском кладбище (участок 13)

Его вдова Авдотья Максимовна пережила его на пятнадцать лет. По словам современника, в молодости она отличалась красотой и искусством в пении. Но так как недостатки её образования и воспитания были слишком для всех очевидны, то после свадьбы муж отправил её года на три в деревню и приставил к ней гувернанток. Однако, даже после этих мер, её цыганская натура сквозила во всех её словах и действиях. Когда, овдовев, она жила в Москве, у неё почти каждую неделю сменялась прислуга. При этом она отличалась набожностью и очень любила знакомиться с архиереями и архимандритами. Погибла насильственной смертью: в сентябре 1861 года её зарезал собственный повар с целью грабежа. Дом Толстого в Сивцевом Вражке вблизи Старого Арбата не сохранился: он был в 1950-е годы снесён, и на его месте построена и до сих пор стоит «кремлёвская» поликлиника.

## Фёдор Толстой в литературе

### У Пушкина
Благодаря своему прошлому, а также его близким знакомствам со многими деятелями искусства первой половины XIX века, Толстой стал прототипом ряда персонажей разных авторов, самым известным из которых был Пушкин. В романе «Евгений Онегин» (1823—1831) Толстой выведен как дуэлянт Зарецкий, секундант Ленского в его дуэли с Онегиным. Его Пушкин описывает следующим образом:
В пяти верстах от Красногорья,

Деревни Ленского, живёт

И здравствует ещё доныне

В философической пустыне

Зарецкий, некогда буян,

Картёжной шайки атаман,

Глава повес, трибун трактирный,

Теперь же добрый и простой

Отец семейства холостой,

Надежный друг, помещик мирный

И даже честный человек:

Так исправляется наш век!
Из этих строк видно, что Пушкин уже помирился с Толстым, когда их писал: Толстой в них — «честный человек», и давно не «глава повес», а «отец семейства холостой», причём последнее является намёком на продолжительное внебрачное сожительство Толстого с цыганкой Тугаевой. Ниже Пушкин даёт знать о своём дружеском отношении с Толстым:
Он был не глуп; и мой Евгений,

Не уважая сердца в нём,

Любил и дух его суждений,

И здравый толк о том о сём.

Он с удовольствием, бывало,

Видался с ним…
Лотман считает, что если в основе образа Зарецкого и лежит Фёдор Толстой, то все же Пушкин подверг черты реального прототипа существенной переработке. В частности, Зарецкий «с коня калмыцкого свалясь» попал в плен, а Толстой являлся преображенским (то есть гвардейским пехотным) офицером и никогда в плену не бывал.

### У Грибоедова
Другим известным поэтом, которому Толстой послужил прототипом, был Александр Грибоедов. В комедии «Горе от ума» о Толстом напоминает следующий фрагмент из монолога Репетилова:
Но голова у нас, какой в России нету,

Не надо называть, узнаешь по портрету:

Ночной разбойник, дуэлист,

В Камчатку сослан был, вернулся алеутом,

И крепко на руку не чист;

Да умный человек не может быть не плутом.

Когда ж об честности высокой говорит,

Каким-то демоном внушаем:

Глаза в крови, лицо горит,

Сам плачет, и мы все рыдаем.
В отличие от пушкинского описания Зарецкого, в этих строфах не всё соответствует действительности. Так, Толстой никогда не был сослан на Камчатку, что он сам не раз подчёркивал после выхода книги в свет. Кроме того, он упрекал Грибоедова в том, что по строке «И крепко на руку нечист» можно подумать, будто Толстой взяточник. Когда Грибоедов на это возразил: «Но ты же играешь нечисто», Толстой ответил: «Только-то? Ну, ты так бы и написал».
Однажды граф Толстой в очередной раз опроверг слух о своём взяточничестве, показав при этом, что не обделён чувством юмора. На одном из первых представлений «Горя от ума» в театре он присутствовал в качестве зрителя и, как и следовало ожидать, привлёк своим присутствием внимание аудитории к себе. После монолога Репетилова он встал и громко сказал, обращаясь к публике: «Взяток, ей-богу, не брал, потому что не служил!», что было встречено аплодисментами.

### У Льва Толстого
Самого известного родственника Фёдора Толстого — его двоюродного племянника Льва Толстого — личные качества графа также вдохновили на создание персонажей. В повести «Два гусара» старый гусар граф Турбин описан как «картёжник, дуэлист, соблазнитель», с использованием черт характера Фёдора Толстого. В своём наиболее значительном произведении — романе «Война и мир» — личность Долохова, наделённого пристрастием к дуэлям, битвам и карточным играм, а также ярко выраженным хладнокровием и жестокостью, также была отчасти списана с Ф. Толстого, хотя основным прототипом этого холодного персонажа послужил не буйный Толстой-Американец, а партизан Фигнер.
Лев Толстой, родившийся в 1828 году, был в годы своего детства лично знаком со своим двоюродным дядей (а после его смерти ещё долгое время поддерживал связь с вдовой и дочерью графа). Полученные при этом впечатления он позднее записал в своих мемуарах. В одном из них он так пишет о графе:

Помню, он подъехал на почтовых в коляске, вошёл к отцу в кабинет и потребовал, чтобы ему принесли особенный сухой французский хлеб; он другого не ел. […] Помню его прекрасное лицо: бронзовое, бритое, с густыми белыми бакенбардами до углов рта и такие же белые курчавые волосы. Много бы хотелось рассказать про этого необыкновенного, преступного и привлекательного человека.

Сын Льва Толстого, Сергей, посвятил Толстому-Американцу биографическое исследование, где собрал имевшиеся у него сведения.

### У прочих авторов
Некоторые черты характера Толстого дал персонажам своих рассказов «Бретёр» (Лучков) и «Три портрета» (Василий Лучинов) Иван Тургенев.
Кроме того, Толстой-Американец является прототипом шулера Удушьева в романе Д. Н. Бегичева «Семейство Холмских».
Являлся прототипом Фёдора Тольского в романе Д. Дмитриева «Русский американец».
Действует в качестве второпланового персонажа в первой части романа Владислава Крапивина «Острова и капитаны».
Федору Толстому посвящена повесть петербургского писателя Евгения Звягина «Татуированный граф»